# EAF2
EAF2‏ (ELL associated factor 2) هوَ بروتين يُشَفر بواسطة جين EAF2 في الإنسان.